# Caldwell-Katalog

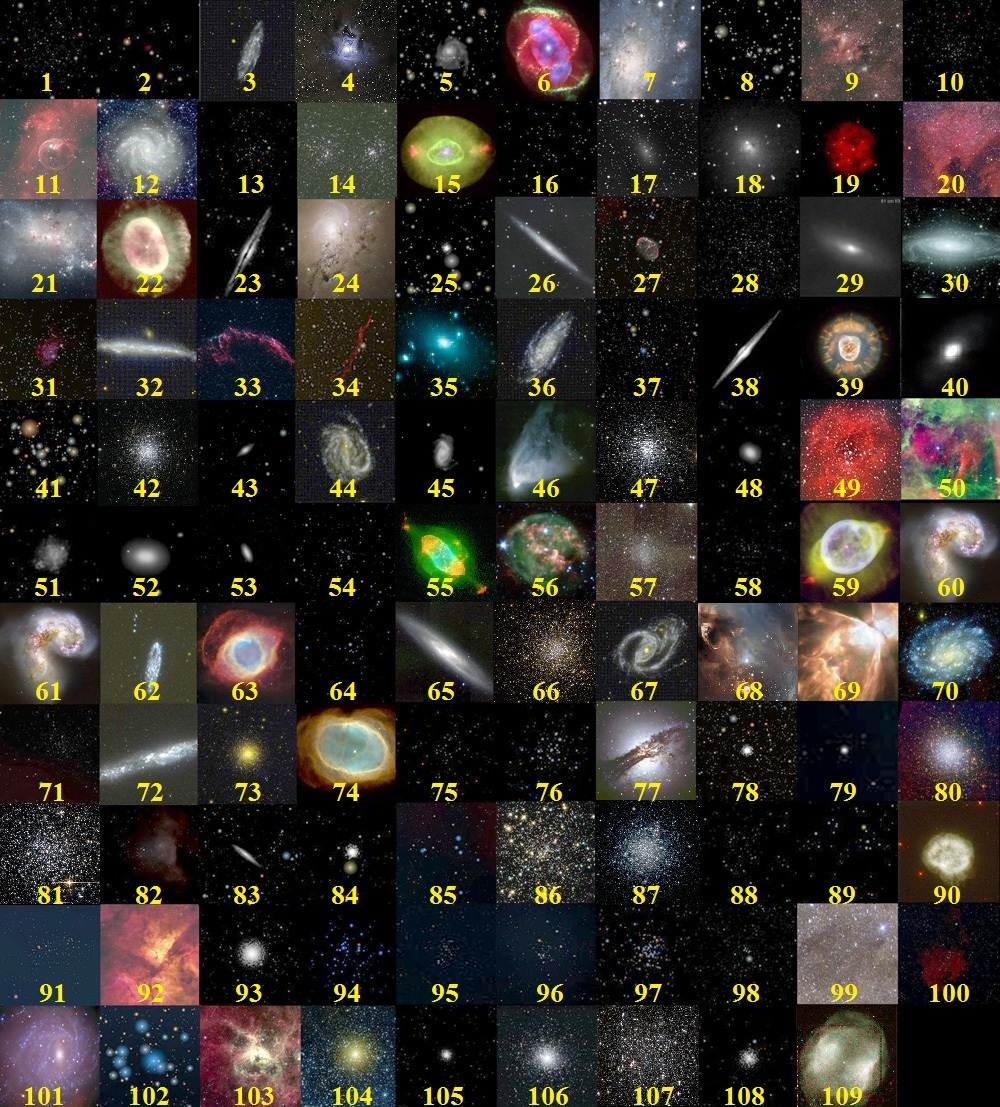
Montage der Objekte des Caldwell-Katalogs

Der Caldwell-Katalog ist eine Liste mit 109 für amateurastronomische Beobachtungen interessanten Deep-Sky-Objekten wie hellen Sternhaufen, Nebeln und Galaxien. Der englische Astronom Sir Patrick Caldwell-Moore, allgemein kurz Patrick Moore genannt, stellte die Liste 1995 als eine Ergänzung zum Messier-Katalog zusammen.

## Entstehung und Aufbau des Katalogs
Der Messier-Katalog wird häufig von Amateurastronomen als Beobachtungsliste interessanter Objekte des tiefen Raums genutzt. Der Caldwell-Katalog ergänzt sie um etliche Objekte, die zu den hellsten am Nachthimmel zählen, im Messier-Katalog aber nicht enthalten sind, wie beispielsweise die Hyaden, den Doppelhaufen NGC 869 und NGC 884 oder auch NGC 253. Zudem ergänzte Patrick Moore Objekte der südlichen Hemisphäre wie Omega Centauri, Centaurus A, Herschels Schmuckkästchen und 47 Tucanae, die dem Messier-Katalog gänzlich fehlen.
Da der erste Buchstabe M des Familiennamens Moore bereits durch den Messier-Katalog belegt war und nicht als Abkürzung verwendet werden konnte, wird die Initiale C des vorangehenden Namensteils Caldwell zur Katalog-Bezeichnung genutzt.
Patrick Moore wählte für seinen Katalog 109 Objekte aus, da er glaubte, dass der Messier-Katalog aufgrund eines Doppeleintrags ebenfalls nur 109 Objekte enthielte. Heute wird allerdings oft vermutet, dass das vermeintlich doppelte Messier-Objekt M102 doch eine eigene Galaxie bezeichnet, so dass der Messier-Katalog auf 110 echte Nummern kommt; dann hätte der Caldwell-Katalog im Vergleich ein Objekt zu wenig.
Seit seiner Veröffentlichung wurde der Katalog unter Amateurastronomen immer populärer. Kleinere Fehler der originalen Version von 1995 wurden seitdem korrigiert: In der Originalliste war die NGC-Nummer des S Normae Clusters (NGC 6087) als NGC 6067 verschrieben und der Lambda Centauri Cluster (IC 2944) wurde versehentlich Gamma Centauri Cluster genannt.
Patrick Moore hat keines der Objekte in seinem Katalog selbst entdeckt. Anders als im Messier-Katalog, wo die Objekte in chronologischer Reihenfolge ihrer Entdeckung gelistet sind, ist die Reihenfolge im Caldwell-Katalog durch die Deklination der Objekte definiert, wobei C1 das nördlichste Objekt und C109 das am weitesten im Süden gelegene Objekt darstellt. Diese Reihenfolge weist allerdings zwei kleinere Inkonsequenzen auf: Die Galaxie C26 würde eigentlich zwischen C27 und C28 gehören und C41, die Hyaden, zwischen C43 und C44.

## Caldwell-Sternendiagramm

Caldwell-Sternendiagramm

## Anzahl der Objekte in Abhängigkeit vom Typ im Caldwell-Katalog
| Dunkelwolke           | 1   |
| Galaxie               | 35  |
| Kugelsternhaufen      | 18  |
| Nebel                 | 9   |
| Sternhaufen           | 25  |
| Sternhaufen und Nebel | 6   |
| Planetarischer Nebel  | 13  |
| Supernovaüberrest     | 2   |
| Summe                 | 109 |

## Caldwell-Objekte

### Key
| Sternhaufen |
| Nebel       |
| Galaxie     |

### 1–10
| Caldwell-Nummer | NGC-Nummer | Name                                 | Bild | Objekttyp            | Entfernung in Tausend Lichtjahren | Sternbild  | Scheinbare Helligkeit |
| --------------- | ---------- | ------------------------------------ | ---- | -------------------- | --------------------------------- | ---------- | --------------------- |
| C1              | NGC 188    |                                      |      | Offener Sternhaufen  | 4,8                               | Kepheus    | 8,1                   |
| C2              | NGC 40     | Scarabaeus-Nebel oder Bow-Tie Nebula |      | Planetarischer Nebel | 3,5                               | Kepheus    | 11                    |
| C3              | NGC 4236   |                                      |      | Galaxie              | 7.000                             | Drache     | 9,7                   |
| C4              | NGC 7023   | Irisnebel                            |      | Nebel                | 1,4                               | Kepheus    | 7                     |
| C5              | IC 342     | Hidden galaxy                        |      | Galaxie              | 10.000                            | Giraffe    | 9                     |
| C6              | NGC 6543   | Katzenaugennebel                     |      | Planetarischer Nebel | 3                                 | Drache     | 9                     |
| C7              | NGC 2403   |                                      |      | Galaxie              | 14.000                            | Giraffe    | 8,4                   |
| C8              | NGC 559    | Ghost’s Goblet                       |      | Offener Sternhaufen  | 3,7                               | Kassiopeia | 9,5                   |
| C9              | Sh2-155    | Höhlennebel                          |      | Nebel                | 2,8                               | Kepheus    | 7,7                   |
| C10             | NGC 663    |                                      |      | Offener Sternhaufen  | 7,2                               | Kassiopeia | 7,1                   |

### 11–20
| Caldwell-Nummer | NGC-Nummer        | Name                         | Bild | Objekttyp                     | Entfernung in Tausend Lichtjahren | Sternbild  | Scheinbare Helligkeit |
| --------------- | ----------------- | ---------------------------- | ---- | ----------------------------- | --------------------------------- | ---------- | --------------------- |
| C11             | NGC 7635          | Blasennebel                  |      | Nebel                         | 7,1                               | Kassiopeia | -                     |
| C12             | NGC 6946          | Feuerwerksgalaxie            |      | Galaxie                       | 18.000                            | Kepheus    | 8,9                   |
| C13             | NGC 457           | Eulenhaufen oder E.T.-Haufen |      | Offener Sternhaufen           | 10                                | Kassiopeia | 6,4                   |
| C14             | NGC 869 & NGC 884 | h & χ Persei                 |      | Offene Sternhaufen            | 7,3                               | Perseus    | 4                     |
| C15             | NGC 6826          | Blinking Planetary           |      | Planetarischer Nebel          | 2,2                               | Schwan     | 10                    |
| C16             | NGC 7243          |                              |      | Offener Sternhaufen           | 2,5                               | Eidechse   | 6,4                   |
| C17             | NGC 147           |                              |      | Galaxie                       | 2.300                             | Kassiopeia | 9,3                   |
| C18             | NGC 185           |                              |      | Galaxie                       | 2.300                             | Kassiopeia | 9,2                   |
| C19             | IC 5146           | Kokonnebel                   |      | Offener Sternhaufen und Nebel | 3,3                               | Schwan     | 7,2                   |
| C20             | NGC 7000          | Nordamerikanebel             |      | Nebel                         | 1,8                               | Schwan     | 4                     |

### 21–30
| Caldwell-Nummer | NGC-Nummer | Name              | Bild | Objekttyp            | Entfernung in Tausend Lichtjahren | Sternbild | Scheinbare Helligkeit |
| --------------- | ---------- | ----------------- | ---- | -------------------- | --------------------------------- | --------- | --------------------- |
| C21             | NGC 4449   |                   |      | Galaxie              | 10.000                            | Jagdhunde | 9,4                   |
| C22             | NGC 7662   | Blauer Schneeball |      | Planetarischer Nebel | 3,2                               | Andromeda | 9                     |
| C23             | NGC 891    |                   |      | Galaxie              | 31.000                            | Andromeda | 10                    |
| C24             | NGC 1275   | Perseus A         |      | Seyfertgalaxie       | 230.000                           | Perseus   | 11,6                  |
| C25             | NGC 2419   |                   |      | Kugelsternhaufen     | 275                               | Luchs     | 10,4                  |
| C26             | NGC 4244   |                   |      | Galaxie              | 10.000                            | Jagdhunde | 10,2                  |
| C27             | NGC 6888   | Sichelnebel       |      | Nebel                | 4,7                               | Schwan    | 7,4                   |
| C28             | NGC 752    |                   |      | Offener Sternhaufen  | 1,2                               | Andromeda | 5,7                   |
| C29             | NGC 5005   |                   |      | Galaxie              | 69.000                            | Jagdhunde | 9,8                   |
| C30             | NGC 7331   |                   |      | Galaxie              | 47.000                            | Pegasus   | 9,5                   |

### 31–40
| Caldwell-Nummer | NGC-Nummer | Name               | Bild | Objekttyp            | Entfernung in Tausend Lichtjahren | Sternbild         | Scheinbare Helligkeit |
| --------------- | ---------- | ------------------ | ---- | -------------------- | --------------------------------- | ----------------- | --------------------- |
| C31             | IC 405     | Flaming-Star-Nebel |      | Nebel                | 1,6                               | Fuhrmann          | -                     |
| C32             | NGC 4631   | Walgalaxie         |      | Galaxie              | 22.000                            | Jagdhunde         | 9,3                   |
| C33             | NGC 6992   | Cirrusnebel        |      | Supernovaüberrest    | 2,5                               | Schwan            | -                     |
| C34             | NGC 6960   | Cirrusnebel        |      | Supernovaüberrest    | 2,5                               | Schwan            | -                     |
| C35             | NGC 4889   |                    |      | Galaxie              | 300.000                           | Haar der Berenike | 11,4                  |
| C36             | NGC 4559   |                    |      | Galaxie              | 32.000                            | Haar der Berenike | 9,9                   |
| C37             | NGC 6885   |                    |      | Offener Sternhaufen  | 1,95                              | Fuchs             | 6                     |
| C38             | NGC 4565   | Nadelgalaxie       |      | Galaxie              | 32.000                            | Haar der Berenike | 9,6                   |
| C39             | NGC 2392   | Eskimonebel        |      | Planetarischer Nebel | 4                                 | Zwillinge         | 10                    |
| C40             | NGC 3626   |                    |      | Galaxie              | 86.000                            | Löwe              | 10,9                  |

### 41–50
| Caldwell-Nummer | NGC-Nummer | Name                     | Bild | Objekttyp           | Entfernung in Tausend Lichtjahren | Sternbild  | Scheinbare Helligkeit |
| --------------- | ---------- | ------------------------ | ---- | ------------------- | --------------------------------- | ---------- | --------------------- |
| C41             | Mel 25     | Hyaden                   |      | Offener Sternhaufen | 0,151                             | Stier      | 0,5                   |
| C42             | NGC 7006   |                          |      | Kugelsternhaufen    | 135                               | Delphin    | 10,6                  |
| C43             | NGC 7814   |                          |      | Galaxie             | 49.000                            | Pegasus    | 10,5                  |
| C44             | NGC 7479   |                          |      | Galaxie             | 106.000                           | Pegasus    | 11                    |
| C45             | NGC 5248   |                          |      | Galaxie             | 74.000                            | Bärenhüter | 10,2                  |
| C46             | NGC 2261   | Hubble’s Variable Nebula |      | Nebel               | 2,5                               | Einhorn    | -                     |
| C47             | NGC 6934   |                          |      | Kugelsternhaufen    | 57                                | Delphin    | 8,9                   |
| C48             | NGC 2775   |                          |      | Galaxie             | 55.000                            | Krebs      | 10,3                  |
| C49             | NGC 2237   | Rosettennebel            |      | Nebel               | 4,9                               | Einhorn    | 9,0                   |
| C50             | NGC 2244   |                          |      | Offener Sternhaufen | 4,9                               | Einhorn    | 4,8                   |

### 51–60
| Caldwell-Nummer | NGC-Nummer | Name              | Bild | Objekttyp            | Entfernung in Tausend Lichtjahren | Sternbild      | Scheinbare Helligkeit |
| --------------- | ---------- | ----------------- | ---- | -------------------- | --------------------------------- | -------------- | --------------------- |
| C51             | IC 1613    |                   |      | Galaxie              | 2.300                             | Walfisch       | 9,3                   |
| C52             | NGC 4697   |                   |      | Galaxie              | 76.000                            | Jungfrau       | 9,3                   |
| C53             | NGC 3115   | Spindelgalaxie    |      | Galaxie              | 22.000                            | Sextant        | 9,2                   |
| C54             | NGC 2506   |                   |      | Offener Sternhaufen  | 10                                | Einhorn        | 7,6                   |
| C55             | NGC 7009   | Saturnnebel       |      | Planetarischer Nebel | 1,4                               | Wassermann     | 8                     |
| C56             | NGC 246    |                   |      | Planetarischer Nebel | 1,6                               | Walfisch       | 8                     |
| C57             | NGC 6822   | Barnards Galaxie  |      | Galaxie              | 2.300                             | Schütze        | 9                     |
| C58             | NGC 2360   |                   |      | Offener Sternhaufen  | 3,7                               | Großer Hund    | 7,2                   |
| C59             | NGC 3242   | Jupiters Geist    |      | Planetarischer Nebel | 1,4                               | Wasserschlange | 9                     |
| C60             | NGC 4038   | Antennen-Galaxien |      | Galaxie              | 83.000                            | Rabe           | 10,7                  |

### 61–70
| Caldwell-Nummer | NGC-Nummer | Name                                       | Bild | Objekttyp                     | Entfernung in Tausend Lichtjahren | Sternbild       | Scheinbare Helligkeit |
| --------------- | ---------- | ------------------------------------------ | ---- | ----------------------------- | --------------------------------- | --------------- | --------------------- |
| C61             | NGC 4039   | Antennen-Galaxien                          |      | Galaxie                       | 83.000                            | Rabe            | 13                    |
| C62             | NGC 247    |                                            |      | Galaxie                       | 6.800                             | Walfisch        | 8,9                   |
| C63             | NGC 7293   | Helixnebel                                 |      | Planetarischer Nebel          | 0,522                             | Wassermann      | 7,3                   |
| C64             | NGC 2362   |                                            |      | Offener Sternhaufen und Nebel | 5,1                               | Großer Hund     | 4,1                   |
| C65             | NGC 253    | Sculptor-Galaxie oder Silberdollar-Galaxie |      | Galaxie                       | 9.800                             | Bildhauer       | 7,1                   |
| C66             | NGC 5694   |                                            |      | Kugelsternhaufen              | 113                               | Wasserschlange  | 10,2                  |
| C67             | NGC 1097   |                                            |      | Galaxie                       | 47.000                            | Chemischer Ofen | 9,3                   |
| C68             | NGC 6729   | R CrA Nebel                                |      | Nebel                         | 0,424                             | Südliche Krone  | -                     |
| C69             | NGC 6302   | Käfer-Nebel                                |      | Planetarischer Nebel          | 5,2                               | Skorpion        | 13                    |
| C70             | NGC 300    |                                            |      | Galaxie                       | 3.900                             | Bildhauer       | 9                     |

### 71–80
| Caldwell-Nummer | NGC-Nummer | Name                                        | Bild | Objekttyp                     | Entfernung in Tausend Lichtjahren | Sternbild              | Scheinbare Helligkeit |
| --------------- | ---------- | ------------------------------------------- | ---- | ----------------------------- | --------------------------------- | ---------------------- | --------------------- |
| C71             | NGC 2477   |                                             |      | Offener Sternhaufen           | 3,7                               | Achterdeck des Schiffs | 5,8                   |
| C72             | NGC 55     |                                             |      | Galaxie                       | 4.200                             | Bildhauer              | 8                     |
| C73             | NGC 1851   |                                             |      | Kugelsternhaufen              | 39,4                              | Taube                  | 7,3                   |
| C74             | NGC 3132   | Südlicher Ringnebel oder Eight-Burst Nebula |      | Planetarischer Nebel          | 2                                 | Segel des Schiffs      | 8                     |
| C75             | NGC 6124   |                                             |      | Offener Sternhaufen           | 1,5                               | Skorpion               | 5,8                   |
| C76             | NGC 6231   |                                             |      | Offener Sternhaufen und Nebel | 6                                 | Skorpion               | 2,6                   |
| C77             | NGC 5128   | Centaurus A                                 |      | Galaxie                       | 16.000                            | Zentaur                | 7                     |
| C78             | NGC 6541   |                                             |      | Kugelsternhaufen              | 22,3                              | Südliche Krone         | 6,6                   |
| C79             | NGC 3201   |                                             |      | Kugelsternhaufen              | 17                                | Segel des Schiffs      | 6,8                   |
| C80             | NGC 5139   | Omega Centauri                              |      | Kugelsternhaufen              | 17,3                              | Zentaur                | 3,7                   |

### 81–90
| Caldwell-Nummer | NGC-Nummer | Name                    | Bild | Objekttyp            | Entfernung in Tausend Lichtjahren | Sternbild         | Scheinbare Helligkeit |
| --------------- | ---------- | ----------------------- | ---- | -------------------- | --------------------------------- | ----------------- | --------------------- |
| C81             | NGC 6352   |                         |      | Kugelsternhaufen     | 18,6                              | Altar             | 8,2                   |
| C82             | NGC 6193   |                         |      | Offener Sternhaufen  | 4,3                               | Altar             | 5,2                   |
| C83             | NGC 4945   |                         |      | Galaxie              | 17.000                            | Zentaur           | 9                     |
| C84             | NGC 5286   |                         |      | Kugelsternhaufen     | 36                                | Zentaur           | 7,6                   |
| C85             | IC 2391    | Omicron Velorum Cluster |      | Offener Sternhaufen  | 0,5                               | Segel des Schiffs | 2,5                   |
| C86             | NGC 6397   |                         |      | Kugelsternhaufen     | 7,5                               | Altar             | 5,7                   |
| C87             | NGC 1261   |                         |      | Kugelsternhaufen     | 55,5                              | Pendeluhr         | 8,4                   |
| C88             | NGC 5823   |                         |      | Offener Sternhaufen  | 3,4                               | Zirkel            | 7,9                   |
| C89             | NGC 6087   | S Normae Cluster        |      | Offener Sternhaufen  | 3,3                               | Winkelmaß         | 5,4                   |
| C90             | NGC 2867   |                         |      | Planetarischer Nebel | 5,5                               | Kiel des Schiffs  | 10                    |

### 91–100
| Caldwell-Nummer | NGC-Nummer | Name                               | Bild | Objekttyp                     | Entfernung in Tausend Lichtjahren | Sternbild         | Scheinbare Helligkeit |
| --------------- | ---------- | ---------------------------------- | ---- | ----------------------------- | --------------------------------- | ----------------- | --------------------- |
| C91             | NGC 3532   | Wishing Well Cluster               |      | Offener Sternhaufen           | 1,6                               | Kiel des Schiffs  | 3                     |
| C92             | NGC 3372   | Carinanebel oder Eta-Carinae-Nebel |      | Nebel                         | 7,5                               | Kiel des Schiffs  | 3                     |
| C93             | NGC 6752   |                                    |      | Kugelsternhaufen              | 13                                | Pfau              | 5,4                   |
| C94             | NGC 4755   | Herschels Schmuckkästchen          |      | Offener Sternhaufen           | 4,9                               | Kreuz des Südens  | 4,2                   |
| C95             | NGC 6025   |                                    |      | Offener Sternhaufen           | 2,5                               | Südliches Dreieck | 5,1                   |
| C96             | NGC 2516   |                                    |      | Offener Sternhaufen           | 1,3                               | Kiel des Schiffs  | 3,8                   |
| C97             | NGC 3766   | Pearl Cluster                      |      | Offener Sternhaufen           | 5,8                               | Zentaur           | 5,3                   |
| C98             | NGC 4609   |                                    |      | Offener Sternhaufen           | 4,2                               | Kreuz des Südens  | 6,9                   |
| C99             | -          | Kohlensack                         |      | Dunkelwolke                   | 0,61                              | Kreuz des Südens  | -                     |
| C100            | IC 2944    | Running Chicken Nebula             |      | Offener Sternhaufen und Nebel | 6                                 | Zentaur           | 4,5                   |

### 101–109
| Caldwell-Nummer | NGC-Nummer | Name              | Bild | Objekttyp                     | Entfernung in Tausend Lichtjahren | Sternbild        | Scheinbare Helligkeit |
| --------------- | ---------- | ----------------- | ---- | ----------------------------- | --------------------------------- | ---------------- | --------------------- |
| C101            | NGC 6744   |                   |      | Galaxie                       | 34.000                            | Pfau             | 9                     |
| C102            | IC 2602    | Südliche Plejaden |      | Offener Sternhaufen           | 0,492                             | Kiel des Schiffs | 1,9                   |
| C103            | NGC 2070   | Tarantelnebel     |      | Offener Sternhaufen und Nebel | 170                               | Schwertfisch     | 8,2                   |
| C104            | NGC 362    |                   |      | Kugelsternhaufen              | 27,7                              | Tukan            | 6,6                   |
| C105            | NGC 4833   |                   |      | Kugelsternhaufen              | 19,6                              | Fliege           | 7,4                   |
| C106            | NGC 104    | 47 Tucanae        |      | Kugelsternhaufen              | 14,7                              | Tukan            | 4                     |
| C107            | NGC 6101   |                   |      | Kugelsternhaufen              | 49,9                              | Paradiesvogel    | 9,3                   |
| C108            | NGC 4372   |                   |      | Kugelsternhaufen              | 18,9                              | Fliege           | 7,8                   |
| C109            | NGC 3195   |                   |      | Planetarischer Nebel          | 5,4                               | Chamäleon        | 11,6                  |

## Weiteres
- Messier-Katalog
- New General Catalogue (NGC)
- Index-Katalog (IC)
- Sharpless-Katalog
- Gum-Katalog